# Тавільжанська сільська рада
Тавільжа́нська сільська́ ра́да — адміністративно-територіальна одиниця та орган місцевого самоврядування у Дворічанському районі Харківської області. Адміністративний центр — село Тавільжанка.

## Загальні відомості
- Тавільжанська сільська рада утворена 3 лютого 1943 року.
- Територія ради: 73,753 км²
- Населення ради: 3 120 осіб (станом на 2001 рік)
- Водоймища на території, підпорядкованій даній раді: річка Оскіл, озеро Відпільне.

## Населені пункти
Сільській раді підпорядковані населені пункти:
- с. Тавільжанка
- с. Гороб'ївка
- с. Гряниківка
- с-ще Дворічне

### Колишні населені пункти
- Кущівка

## Склад ради
Рада складається з 20 депутатів та голови.
- Голова ради: Тритяк Микола Іванович
- Секретар ради: Мороз Світлана Василівна

### Керівний склад попередніх скликань
| Прізвище, ім'я, по батькові | Основні відомості                                                               | Дата обрання | Дата звільнення |
| --------------------------- | ------------------------------------------------------------------------------- | ------------ | --------------- |
| Василюк Володимир Іванович  | Сільський голова, 1951 року народження, безпартійний                            | 26.03.2006   | 31.10.2010      |
| Тритяк Микола Іванович      | Сільський голова, 1961 року народження, освіта середня спеціальна, безпартійний | 15.05.2011   |                 |

Примітка: таблиця складена за даними сайту Верховної Ради України

### Депутати
За результатами місцевих виборів 2010 року депутатами ради стали:

#### За суб'єктами висування
| Суб'єкт висування                 | Кількість обраних депутатів | %  |
| --------------------------------- | --------------------------- | -- |
| Партія регіонів                   | 11                          | 55 |
| Самовисування                     | 6                           | 30 |
| Політична партія «Сильна Україна» | 2                           | 10 |
| Комуністична партія України       | 1                           | 5  |

#### За округами
| № округу                          | Прізвище, ім'я, по батькові    | Дата визнання обраним | Освіта             | Партійна приналежність                        | Відомості про обраного депутата                                                       |
| --------------------------------- | ------------------------------ | --------------------- | ------------------ | --------------------------------------------- | ------------------------------------------------------------------------------------- |
| Комуністична партія України       |                                |                       |                    |                                               |                                                                                       |
| 7                                 | Мороз Світлана Василівна       | 05.11.2010            | вища               | позапартійна                                  | Райдержадміністраціїя, спеціаліст відділу                                             |
| Партія регіонів                   |                                |                       |                    |                                               |                                                                                       |
| 1                                 | Сизонова Марина Сергіївна      | 05.11.2010            | середня спеціальна | член Партії регіонів                          | Тавільжанське відділення поштового зв'язку, начальник                                 |
| 2                                 | Мутильов Михайло Миколайович   | 05.11.2010            | середня спеціальна | позапартійний                                 | ПСП «Виселок», охоронець                                                              |
| 4                                 | Орлова Валентина Дмитрівна     | 09.04.2012            | середня            | член Партії регіонів                          | ЗАТ «Дворічанський елеватор», апаратник                                               |
| 5                                 | Кутько Юрій Олександрович      | 05.11.2010            | середня спеціальна | член Партії регіонів                          | ПСП «Тавільжанське», охоронець                                                        |
| 10                                | Кулик Олександр Володимирович  | 05.11.2010            | вища               | позапартійний                                 | Філія Токарівка «Лоту ре-Агро», головний агроном                                      |
| 11                                | Шпіньова Наталія Сергіївна     | 05.11.2010            | середня спеціальна | член Партії регіонів                          | приватний підприємець                                                                 |
| 12                                | Овчаренко Віктор Васильович    | 05.11.2010            | середня спеціальна | член Партії регіонів                          | Район електричних мережПідстанція с. Тавільжанка, черговий електромонтер              |
| 15                                | Третяк Анатолій Іванович       | 05.11.2010            | середня спеціальна | член Партії регіонів                          | ПСП «Тавільжанське», моторист                                                         |
| 17                                | Співак Зінаїда Сергіївна       | 05.11.2010            | середня спеціальна | член Партії регіонів                          | ПП «Олійна», продавець                                                                |
| 18                                | Кісільов Анатолій Андрійович   | 05.11.2010            | середня            | член Партії регіонів                          | тимчасово не працює                                                                   |
| 20                                | Хаустов Андрій Валентинович    | 05.11.2010            | середня спеціальна | член Партії регіонів                          | приватний підприємець                                                                 |
| Політична партія «Сильна Україна» |                                |                       |                    |                                               |                                                                                       |
| 6                                 | Крячко Сергій Іванович         | 05.11.2010            | вища               | член Політичної партії «Сильна Україна»       | УПтаСЗН райдержадміністрації, начальник відділу праці                                 |
| 8                                 | Лебединська Олена Михайлівна   | 05.11.2010            | середня спеціальна | позапартійна                                  | Пристанційний фельдшерсько-акушерський пункт, завідувачка                             |
| Самовисування                     |                                |                       |                    |                                               |                                                                                       |
| 3                                 | Рибалка Олександр Іванович     | 05.11.2010            | вища               | позапартійний                                 | ПСП «Виселок», головний зоотехнік                                                     |
| 9                                 | Альбощій Петро Михайлович      | 05.11.2010            | вища               | позапартійний                                 | Дворічанське лісництво, майстер                                                       |
| 13                                | Устіна Тетяна Федорівна        | 05.11.2010            | вища               | позапартійна                                  | Управління пенсійного фонду у Дворічанському районі, завідувачка контрольного відділу |
| 14                                | Котляров Петро Опанасович      | 05.11.2010            | вища               | позапартійний                                 | пенсіонер                                                                             |
| 16                                | Шаповалова Любов Іванівна      | 05.11.2010            | середня спеціальна | позапартійна                                  | приватний підприємець                                                                 |
| 19                                | Кондратенко Микола Миколайович | 05.11.2010            | вища               | член Всеукраїнського об'єднання «Батьківщина» | Митний пост «Куп'янськ», лікар-ветеринар                                              |